# 金竹站 (贵阳市)
金竹站是贵阳轨道交通S1线的地铁车站，位于中华人民共和国贵州省贵阳市花溪区旺民路与金溪路交叉口，于2024年12月28日开通。

## 车站结构
金竹站沿旺民路呈东西向设置，为地下二层岛式站台车站，车站长184.3米，标准段宽19.9米，车站地下一层为站厅层，地下二层为站台层。
| 地面              | 出入口 | A、B、C、D出入口                                                                                        |
| 地下一层          | 站厅   | 客服中心、自动售票机、验票机                                                                            |
| 地下二层          | 站台   | \| \| \| █ S1线往皂角坝（石板哨） \| \| 島式 · 開左邊车门 \| \| \| \| \| \| █ S1线往望城坡（中曹司） \| |
|                   |        | █ S1线往皂角坝（石板哨）                                                                                |
| 島式 · 開左邊车门 |        | |
|                   |        | █ S1线往望城坡（中曹司）                                                                                |

## 车站出口
金竹站共有4个出入口，各出口及周围设施如下所示：
| 编号                | 出入口信息                               | 照片 | 无障碍设施 |
| ------------------- | ---------------------------------------- | ---- | ---------- |
| A · 出口 · （设有） | 旺民路                                   |      |            |
| B · 出口            | 旺民路，金竹大屯山竹文化公园             |      | 不適用     |
| C · 出口            | 鳌江路，金溪路，贵阳市花溪区金竹民族学校 |      | 不適用     |
| D · 出口 · （设有） | 金溪路                                   |      |            |
| 图例： 设有         |                                          |      |            |

## 接驳交通

### 公交车
- 轨道金竹站：325路

## 车站历史
本站工程名与正式名均为金竹站，站名来自车站所在的金竹社区。
- 2022年12月31日，车站主体结构封顶[2]。
- 2024年12月28日，车站随S1线工程通车开通[1]。